# Бредаль, Андреас
Андреас Педерсен Бредаль (дат. Andreas Pedersen Bredahl; род. 13 марта 2003, Дания) — датский футболист, нападающий клуба «Вайле».

## Клубная карьера
Бредаль — воспитанник клуба «Норшелланн». 17 июля 2020 года в матче против «Мидтьюлланна» он дебютировал в датской Суперлиге.